# شهرداری بندیکت
شهرداری بندیکت (به لاتین: Municipality of Benedikt) یک منطقهٔ مسکونی در اسلوونی است. شهرداری بندیکت ۲۴٫۱ کیلومتر مربع مساحت و ۲٬۴۳۲ نفر جمعیت دارد.